# Octobre 1968

## Évènements
- 1er octobre, France : découverte du cadavre de Stevan Marković, garde du corps d'Alain Delon, dans une décharge publique des Yvelines.

- 2 octobre :
  - Massacre de Tlatelolco. L'armée tire sur les étudiants lors d'une gigantesque manifestation à Mexico - 48 morts - 100 blessés. L'agitation estudiantine au Mexique se poursuit jusque dans les années 1970.
  - France : Alain Poher élu président du Sénat en remplacement de Gaston Monnerville qui ne se représente pas.

- 3 octobre :
  - Coup d'État réformiste au Pérou. Un groupe d'officiers dirigés par le général Juan Velasco Alvarado prennent le pouvoir dans le but d'appliquer une doctrine de « progrès social et développement intégral », nationaliste et réformiste, influencé par les thèses de la CEPAL sur la dépendance et le sous-développement. Six jours après le golpe, Velasco procède à la nationalisation de l'International petroleum corporation (IPC), la société nord-américaine qui exploite le pétrole péruvien, puis lance une réforme de l'appareil d'État, une réforme agraire et exproprie de grands propriétaires étrangers. Le Pérou souhaite s'affranchir de toute dépendance et mène une politique extérieure clairement tiers-mondiste.
  - France : Alain Poher est élu Président du Sénat (fin en 1992).

- 3 - 11 octobre, France : débat en première lecture à l’Assemblée nationale sur la loi Edgar Faure d’orientation portant sur l’autonomie des universités. François Furet, Jean-Denis Bredin et Michel Alliot ont participé à l’élaboration de cette loi.

- 4 octobre, France : début de l’ « affaire Marković » : Stevan Marković, garde du corps d’Alain et Nathalie Delon, a laissé une lettre accusant du crime Alain Delon et « un truand retiré des affaires », Marcantoni. Le couple Pompidou est bientôt impliqué sur la base de faux documents. Un jeune Yougoslave, Akow, détenu à la prison de Fresnes, a adressé des lettres à Delon. Elles ont été saisies. Il y déclare avoir participé à une soirée organisée dans une villa des Yvelines. « Soirée particulière, fort gaie. » Akow affirme que Marković possédait des photographies compromettantes pour l’épouse de l’ancien Premier ministre, Claude Pompidou. Akow, interrogé, aurait affirmé avoir vu Claude Pompidou, lors de cette « soirée particulière ». Georges Pompidou lui-même serait mis en cause par ce témoignage.

- 5 octobre :
  - Première marche de l'association des droits civiques en Irlande du Nord — fondée en 1967 — réprimée dans la violence à Derry.
  - France : Jacques Chancel présente pour la première fois Radioscopie sur France inter de 17 à 18 heures (chaque jour jusqu’en 1982).

- 6 octobre (Formule 1) : Grand Prix automobile des États-Unis.

- 9 octobre :
  - France : prix Nobel de la paix pour René Cassin, juriste inspirateur de la Déclaration universelle des droits de l'homme du 10 décembre 1948.
  - France : Première de « En toutes lettres », émission littéraire mensuelle de Eric Ollivier et Jean Dutourd sur la première chaîne de télévision

- 11 octobre :  
  - Entrée en fonction le 1er octobre, le Président de Panama Arnulfo Arias est renversé par une junte militaire qui se propose de rétablir la Constitution et d'organiser des élections. Elle est très vite contrôlée par le chef de la garde nationale, le général Omar Torrijos, un leader charismatique nationaliste et réformiste.

- 12 octobre : indépendance de la Guinée équatoriale.
- 14 octobre : René Lévesque fonde le Parti québécois.

- 16 octobre :
  - France : François Mitterrand est écarté du Parlement européen au profit d’un candidat soutenu par la majorité.
  - Tommie Smith remporte le 200 mètres des Jeux olympiques avec un chrono de 19 s 83. Cet évènement est resté dans l'Histoire car il monte sur le podium, avec John Carlos (le troisième de la course), en chaussettes noires montantes et lèvant un poing ganté de noir, tête baissée pendant l'hymne américain. Ce geste est souvent associé aux Black Panthers, bien que Tommie Smith n'en ait jamais fait partie. Il fut, par la suite, menacé de mort par des spectateurs et exclu à vie des Jeux Olympiques.

- 18 octobre, France : premier concert des Pink Floyd en France, à Lyon, au théâtre du 8e.

- 20 octobre, France : à 80 ans, Maurice Chevalier, le plus international des chanteurs français fait ses adieux définitifs à la scène au théâtre des Champs-Élysées, après 67 ans de scène. Maurice Chevalier s'éteindra quatre ans plus tard, le 1er janvier 1972.

- 20 - 21 octobre, France : comité central du PCF à Évry. À la suite de l’intervention soviétique en Tchécoslovaquie, la démission du bureau politique de Jeannette Thorez-Veermersch est acceptée. Il adresse un blâme public à Roger Garaudy (désaccord sur la Tchécoslovaquie). La revue Démocratie nouvelle, directeur Jacques Duclos, rédacteur en chef P. Villon, rédacteur en chef adjoint : P. Noirot, cesse de paraître.

- 25 octobre, France : le groupuscule Occident provoque des incidents et agresse les enseignants aux lycées Voltaire, Louis-le-Grand, Condorcet et Buffon à Paris.

- 25 - 30 octobre : visite en Turquie du général de Gaulle.

- 26 octobre, France : à la suite d’incidents provoqués par Occident, début de manifestation au Quartier latin.

- 28 octobre, France : un groupe commun pro-chinois et anarchistes investissent le café Relais-Odéon, lieu de rendez-vous habituel des militants d’Occident, et y lance des coktails molotov entraînant un incendie dont les dégâts seront chiffrés à 250 000 Francs. Prévenus par une « taupe » dans les milieux de la Gauche, les militants nationalistes se sont abstenus de se rendre ce jour-là à ce qui constituait leur véritable « quartier général ». Le soir même, la librairie « chinoise » de la rue Gît-le-Cœur est plastiquée, tandis qu’un autre groupe anarchiste s’efforçait en vain d’incendier la Librairie française d’Henri Costun, tenu par erreur pour un proche du mouvement Occident.

- 31 octobre :
  - France : des maoïstes de l’UJCml dissoute créent la Gauche prolétarienne (GP). Benny Lévy, son frère Tony (prof de maths), Robert Linhart, fondateur de l’UJC(ml), Philippe Barret (normalien), Christian Jambert, Alain Geismar, Serge July, André Glucksmann, Olivier Rolin (normalien), Jean-Pierre Le Dantec (École centrale), Jean-Claude Vernier (École centrale), Cristian Riss, Jacques-Alain Miller, Jean-Claude Milner, Jean-Claude Zancarini (Tarzan, élève de Saint-Cloud), etc. C’est le résultat de la crise majeure qu’a vécu l’UJC(ml) avec l’échec de mai 68. La gauche prolétarienne ne regroupe qu’une minorité de l’ancienne UJCML, mais elle recueille en revanche l’adhésion de certains militants du « 22 mars » nanterrois, et celle d’intellectuels réfractaires au discours « marxiste-léniniste » (André Glucksmann, Serge July), ainsi que ceux qui appartenaient au cercle normalien très fermé des Cahiers pour l’analyse, jusque-là connu surtout pour sa distance très lacanienne devant le politique;
  - France : dissolution du mouvement Occident (extrême droite). Devant le risque d’engrenage après les incendies du 28 octobre, Maurice Grimaud choisit l’interdiction du groupe d’extrême droite.

## Naissances
- 1er octobre : 
  - Keziah Jones, chanteur nigérian.
  - Amobé Mévégué, journaliste franco-camerounais († 8 septembre 2021).
- 2 octobre : Glen Wesley, joueur de hockey.
- 7 octobre : Thom Yorke, musicien britannique, auteur-compositeur et chanteur du groupe Radiohead.
- 9 octobre : Pete Docter, réalisateur, scénariste, producteur et acteur américain.
- 11 octobre : Halla Tómasdóttir, femme d'état islandaise.
- 12 octobre : Hugh Jackman, acteur australien.
- 13 octobre : Arnaud Gidoin, humoriste, acteur et animateur de télévision français.
- 15 octobre :
  - Didier Deschamps, footballeur français.
  - José Antonio Vera, footballeur espganol.
- 16 octobre : Jean-Philippe Gatien, pongiste français.
- 17 octobre : Ziggy Marley, chanteur de reggae, jamaïcain.
- 18 octobre : Fernando Soto, acteur espagnol.
- 26 octobre : Tom Cavanagh, acteur et réalisateur.
- 27 octobre : Radhouane Charbib, Tunisien connu comme étant le plus grand homme vivant jusqu'à ce que soit mesuré Bao Xishun le 15 janvier 2005.
- 28 octobre : Akkemay, actrice néerlandaise.

## Décès
- 2 octobre : Marcel Duchamp, artiste (° 28 juillet 1887).
- 9 octobre :
  - Jean Hyppolite, philosophe.
  - Jean Paulhan, écrivain français.
- 13 octobre : Jean Macnamara, médecin et scientifique australienne (° 1er avril 1899).
- 31 octobre : Léopold Survage, peintre français (° 31 juillet 1879).